# Río Padules
El río Padules es un río de Granada, comunidad autónoma de Andalucía, al sur de España, afluente del río Aguas Blancas en el que desemboca a la altura del embalse de Quéntar. 

## Curso
Nace en la falda del Alto de las Catifas (2.336 m) y recoge aguas tanto de la sierra de La Peza como del sector oriental de Sierra Nevada. Hay un carril principal que transita la cuenca alta, entre Tocón y Güéjar Sierra, pero el resto del río es bastante inaccesible hasta el embalse de Quéntar, donde está hundido en un profundo cañón. Ello explica por qué es uno de los ríos más solitarios, olvidados y desconocidos de la provincia de Granada, pese a su belleza, salvajismo, y a la proximidad con la ciudad de Granada. Es un río con abundante fauna acuática, gracias a lo cual las truchas arcoíris con que se repobló adquirieron en poco tiempo gran peso.

## Obras hidráulicas
Desde embalse se derivan aguas para el abastecimiento de la ciudad de Granada y del área metropolitana, lo que se hace a través del canal de los Franceses (una auténtica obra de ingeniería, con bastantes acueductos, túneles, y sifones), construido a finales del XIX y cuyo nombre procede  de los concesionarios de la época para la minería del oro en el cerro del Sol por el método de ruina montium, igual que hicieran los romanos bastante siglos antes (a partir de las aguas del Darro). 
Aguas abajo de la presa de Quéntar, una de las más altas de España, el río continua encajado en un desfiladero de areniscas (como los de Alhama de Granada, Cacín y otros), accesible solo río arriba desde la población de Quéntar (donde hay piscifactoría de truchas).